# غوستاف بيتر بلوم
غوستاف بيتر بلوم هو كاتب وسياسي نرويجي، ولد في 4 يوليو 1788 في Holmsbu ‏ في النرويج، وتوفي في 1843 في درامن في النرويج.

## مناصب
- انتخب نائب عضو برلمان النرويج  [لغات أخرى]‏ عن دائرة  خلال فترته النيابية ‏ (1818 – 1820).
- انتخب نائب عضو برلمان النرويج  [لغات أخرى]‏ عن دائرة  خلال فترته النيابية ‏ (1815 – 1817).
- انتخب نائب عضو برلمان النرويج  [لغات أخرى]‏ عن دائرة  خلال فترته النيابية ‏ (1814 – 1814).
- انتخب County Governor of Buskerud ‏ (1831 – 1857).
- انتخب عضو برلمان النرويج  [لغات أخرى]‏ عن دائرة  خلال فترته النيابية ‏ (1848 – 1850).
- انتخب عضو برلمان النرويج  [لغات أخرى]‏ عن دائرة  خلال فترته النيابية ‏ (1842 – 1844).
- انتخب عضو برلمان النرويج  [لغات أخرى]‏ عن دائرة  خلال فترته النيابية ‏ (1839 – 1841).
- انتخب عضو برلمان النرويج  [لغات أخرى]‏ عن دائرة  خلال فترته النيابية ‏ (1836 – 1838).
- انتخب عضو برلمان النرويج  [لغات أخرى]‏ عن دائرة  خلال فترته النيابية ‏ (1833 – 1835).
- انتخب عضو برلمان النرويج  [لغات أخرى]‏ عن دائرة  خلال فترته النيابية ‏ (1830 – 1832).
- انتخب member of the Norwegian Constitutional Assembly  [لغات أخرى]‏ عن دائرة  (10 أبريل 1814 – 20 مايو 1814).